# Irene McGugan
Irene McGugan (* 1952 in der Region Angus) ist eine schottische Politikerin und Mitglied der Scottish National Party (SNP). McGugan besuchte die Forfar Academy und studierte anschließend an den Universitäten von Aberdeen und Dundee. Danach war sie als Sozialarbeiterin in Indien sowie der Region Tayside tätig. Vor ihrer Wahl ins Schottische Parlament war McGugan Mitglied des Regionalrates von Angus.

## Politische Karriere
Bei den ersten Schottischen Parlamentswahlen im Jahre 1999 kandidierte McGugan im Wahlkreis Aberdeen South, erhielt jedoch nur die vierthöchste Stimmenanzahl. Da McGugan jedoch auf dem vierten Rang der Regionalwahlliste der SNP für die Wahlregion North East Scotland gesetzt war, zog sie infolge des Wahlergebnisses als einer von sieben Vertretern der Wahlregion in das neugeschaffene Schottische Parlament ein. Im Schattenkabinett des Ersten Ministers John Swinney war McGugan als stellvertretende Staatssekretärin für Bildung, Kultur und Sport vorgesehen. Bei den folgenden Parlamentswahlen 2003 bewarb sich McGugan um das Direktmandat des Wahlkreises Dundee West und erhielt den zweitgrößten Stimmenanteil hinter Kate Maclean von der Labour Party. Da sie bei diesen Wahlen nur auf dem siebten Rang der Regionalwahlliste gesetzt war, verlor sie infolge des Wahlergebnisses ihr Mandat für die Wahlregion und schied aus dem Parlament aus.